# Білоцерківський краєзнавчий музей
Білоцерківський краєзнавчий музей — краєзнавчий музей у місті Білій Церкві Київської області; значне зібрання пам'яток матеріальної та духовної культури Південної Київщини; міський і обласний осередок культури, науки та просвіти.

## Загальні дані
Білоцерківський краєзнавчий музей міститься у спеціально зведеній сучасній будівлі в самому серці Білої Церкви на Замкові горі за адресою:
пл. Соборна, буд. 4, м. Біла Церква—09117 (Київська область, Україна).
Режим роботи для відвідувачів: з 9:30 до 16:30, вихідний день — середа.
Директорка — Афанасьєва Оксана Василівна

## Історія закладу

### Початки музейної справи в Білій Церкві
Перша спроба організації громадського музею в місті Білій Церкві пов'язана з діяльністю товариства «Просвіта», що виникло в місті відразу після Жовтневого перевороту (1917). Са́ме зусиллями членів товариства 1918 року тут було відкрито археологічний музей з історичним, геологічним та архівним відділом, фонди якого складалися переважно з власних колекцій членів «Просвіти». С. Л. Дроздов подарував музею ряд унікальних історичних документів, він же на початку 1919 року очолив цей музей товариства.
Улітку 1920 року за ініціативи та сприяння С. Л. Дроздова повітревком намагався створити в Білій Церкві державний музей. Так, 29 липня того року в газеті «Вісті Білоцерківського повітревкому» було опубліковано звернення до всіх зацікавлених у збереженні пам'яток місцевої старовини із закликом підтримати ідею створення музею. Незабаром до музею почали надходити перші експонати.

### Білоцерківський краєзнавчий: від заснування до ІІ Світової
Власне Білоцерківський краєзнавчий музей був заснований у 1924 році як Окружний музей старожитностей і розташовувався в Зимовому палаці графів Браницьких. З метою поповнення фондів музею велику роботу проводив директор музею С. Л. Дроздов, який надав частину своєї приватної колекції для створення музею та клопотався про повернення до Білої Церкви колекції колишнього музею Браницьких, яка навесні 1921 року була вивезена до Києва. Лише навесні 1925 року вдалося домогтися повернення частини цієї колекції до Білої Церкви.
Відкриття експозиції музею відбулося на початку квітня 1925 року. Бібліотека музею налічувала близько 7 тисяч томів і складалась з пергаментних та паперових рукописів, книг, друкованих дерев'яним шрифтом, указів імператора Олексія Михайловича та імператриці Катерини ІІ, які через відсутність полиць псувалися.
Вагомий внесок у поповнення фондів музею зробили Карл Васильович Болсуновський із міста Сквири та Петро Максимович Дзбановський із міста Таращі — будучи видатними фахівцями з археології, нумізматики, етнографії, вони частину предметів церковної старовини зі своїх приватних колекцій передали новоствореному музею.
26 жовтня 1925 року була затверджена нова назва музею — Білоцерківський окружний археолого-етнографічний музей. У червні 1926 року музею було передано колишній будинок ксьондза на Замковій горі, збудований у 1819 році коштом графині О. В. Браницької, який складався з 11 невеликих кімнат.
Починаючи від 1927 року (після звільнення С. Л. Дроздова), основним шляхом поповнення фондів музею було проведення археологічних наукових експедицій, метою яких було дослідження пам'яток археології. У той час у музеї нараховувалося 5 007 експонатів. Упорядкування документальних фондів музею та створення каталогу бібліотеки (1 965 книг) стало одним з основних напрямів діяльності музею. Були вивчені та впорядковані геологічні, палеонтологічні й археологічні колекції, відреставровані картини (художником І. І. Міщенком).
Участь музею в 1929 році в розкопках поховання скіфської доби біля села Пилипча, могильника черняхівської культури та давньоруського часу в селі Ромашки, поселення трипільської культури в селі Черепин і поселення та могильника черняхівської культури в селі Дідівщина, які проводила член ВУАКу В. Є. Козловська, поповнили скарбницю музею на 968 експонатів, яких станом на 1 жовтня 1929 року налічувалося 5 975 одиниць.
Наприкінці 1935 року Білоцерківський музей було перейменовано з обласного в Міжрайонний науково-дослідний краєзнавчий. Обстеження вже 18 районів Київської області стало основним джерелом надходження музейних речей та документальних матеріалів, загальна кількість яких становила 9 900 одиниць. В експозиції було виставлено 2 162 музейні предмети.
Під час воєнних дій 1941—44 років у ІІ Світову війну музей був пограбований, хоча фактично (згідно з архівними матеріалами) не припиняв своєї діяльності.

### Музей у повоєнний час
У 1947 році музей одержав статус Білоцерківського історико-краєзнавчого музею. Повоєнні плани роботи музею, починаючи від цього ж (1947), затверджувалися міським комітетом КП(б)У (КПУ), що накладало відбиток на роботу музею в цей період.
Відображення відбудови зруйнованого в 1941—44 роки народного господарства України, у тому числі й Білоцерківщини, стало в повоєнні роки одним з основних напрямів діяльності музею в експозиційній, науково-дослідній та пошуковій роботі.
На початку 1960-х років фонди та бібліотека музею розташовувались у колишньому будинку ксьондза на Замковій горі. У цей час тривала пошукова робота зі збирання архівних документів періоду Другої світової війни, виявлялась і вивчалася краєзнавча література, розроблялись тематико-експозиційні плани, створювалась нова експозиція, зросла кількість наукових працівників музею. Після капітального ремонту приміщення музею в 1961—62 роках була проведена реекспозиція, яка доповнилася новими архівними документами та речовими предметами періоду Громадянської війни 1918—20 років.
У 1978 році музей був закритий на реконструкцію і добудову другої черги будівлі, а 1983 року — завершилась реконструкція першої черги музею, і 7 жовтня відбулося відкриття експозиції музею (відділу природи та історії дорадянського періоду).
У цей же час і пізніше активно проводилися археологічні експедиції у Сквирському, Володарському та Обухівському районах, у селах Іванівка та Яблунівка Білоцерківського району, розкопки Дніпровської давньоруської експедиції, дослідження курганів Таращанщини, міста Білої Церкви, експедиції в села Мазепинці та Дрозди Білоцерківського району, Правобережної археологічної експедиції Інституту археології НАНУ (1995—96).

### Сьогодення закладу
Нині (2020-ті) Білоцерківський краєзнавчий музей є науково-методичним центром Правобережної Київщини, осередком культури і краєзнавства. На базі музею проводяться Краєзнавчі читання імені Петра Лебединцева, науково-практичні конференції різного рівня, присвячені визначним подіям історії та сучасності, друкуються їх матеріали. Традиційними в музеї є творчі зустрічі, тематичні вечори, художні виставки, виставки декоративно-ужиткового мистецтва, майстер-класи, театралізовані дійства, інтерактивні та квест екскурсії. З 1996 р. в Білоцерківському краєзнавчому музеї започатковано випуск науково-популярного історичного видання–щорічника «Юр’ївський літопис». 
Білоцерківський краєзнавчий музей у своїй діяльності використовує різні форми і методи роботи, в тому числі новаторські, з громадськістю. Традиційними стали в музеї творчі зустрічі з художніми колективами національно-культурних товариств Київщини, тематичні вечори, художні виставки, виставки декоративно-ужиткового мистецтва та народних майстрів. А новітньою тенденцією наприкінці 2000-х років стало відзначення Міжнародного дня музеїв (18 травня) яскравим театралізованим і водночас просвітницьким дійством «Ніч музеїв».
Доволі масштабно Білоцерківський краєзнавчий музей відзначав ювілеї свого заснування — 80-ліття, 85-ліття, а також 95-ліття — відповідно у 2004, 2009 та 2019 роках.
В 2000-х роках надбудовано ще поверх.

## Фонди та експозиція
На сьогодні (весна 2024 року) музей має унікальну за своєю побудовою експозицію, основою якої є матеріали, зібрані в районах Південної Київщини. Завдяки клопіткій праці багатьох поколінь працівників музею зібрана численна колекція, яка налічує понад 90 тис. предметів.
У музеї працюють такі експозиції:
- Природа Південної Київщини;
- Археологічне минуле краю;
- Білоцерківщина в період польсько-литовської доби та Козаччини;
- Розвиток краю у XVIII — на початку XIX ст.ст.;
- Розвиток капіталістичних відносин на території краю;
- Розвиток освіти та культури в краї (кінець XIX- початок XX ст.);
- Друга світова війна;
- Київщина - земля хоробрих;
- Народна спадщина - натхненне джерело;
- Сучасність.

Серед найцінніших предметів археологічної збірки музею — скіфський меч акінак, унікальний черняхівський світильник зі зображенням обличчя людини, руські жіночі прикраси, зброя, писала, гирька тощо.
Найціннішими реліквіями козацької доби є прапор козацької сотні, булава, бунчук, литавра та зброя.
Основу нумізматичної колекції склали римські монети, київські гривні, гроші козацької доби.
У музеї також велика етнографічна колекція, що є доволі репрезентативною для Південної Київщини — багате зібрання рушників, вишитих сорочок, одягу, килимів, жіночих прикрас, предметів домашнього вжитку, керамічних виробів, характерних са́ме для Правобережної Київщини.
Заклад володіє значною колекцією письмових і фотодокументів, серед них є стародруки XVII—XIX століть, у яких відобразились історія краю останніх століть: політичні події, трудове і буденне життя білоцерківців.
Відділ мистецтва музею представлений іконами, зокрема, українського письма, живописними й графічними роботами XVII–XX століть, скульптурами, в тому числі з маєтків навколишнього дворянства, серед яких, у першу чергу, варто відмітити Браницьких. Значну частину колекції складає творчий доробок місцевих митців, творами яких постійно поповнюється музейна колекція.